# Šentrupert
Šentrupert est une commune de Slovénie située dans la région de la Basse-Carniole. 

## Géographie
La superficie de la commune est de 42 km2. La commune fut créée en 2007 à partir d'une partie du territoire de la commune voisine de Trebnje. La région est traversée par la rivière Mirna, un affluent de la rivière Save. La rivière Bistrica, un des affluents principal de la rivière Mirna, serpente également sur le territoire de la commune. La région est parsemée de zones montagneuses en général recouvertes de forêts. Entre le bas de la vallée couverte de zones herbeuses et les zones boisées en hauteur se trouvent souvent des cultures de vignes.

### Villages
Les localités qui composent la commune sont Bistrica, Brinje, Dolenje Jesenice, Draga pri Šentrupertu, Gorenje Jesenice, Hom, Hrastno, Kamnje, Kostanjevica, Mali Cirnik pri Šentjanžu, Okrog, Prelesje, Ravne nad Šentrupertom, Rakovnik pri Šentrupertu, Ravnik, Roženberk, Slovenska vas, Straža, Šentrupert, Škrljevo, Trstenik, Vesela Gora, Vrh, Zabukovje et Zaloka.

## Démographie
La commune existe depuis 2007. Avant cette année, la population était reprise au sein de la population de la commune de Trebnje. 
La population de la commune oscille depuis sa création entre 2 400 et 3 000 habitants,.
Évolution démographique
| 2007  | 2008  | 2009  | 2010  | 2011  | 2012  | 2013  | 2014  | 2015  |
| ----- | ----- | ----- | ----- | ----- | ----- | ----- | ----- | ----- |
| 2 419 | 2 419 | 2 807 | 2 812 | 2 823 | 2 828 | 2 845 | 2 890 | 2 900 |
| 2016  | 2017  | 2018  | 2019  | 2020  | 2021  |       |       |       |
| 2 923 | 2 853 | 2 908 | 2 947 | 2 969 | 2 898 |       |       |       |

## Tourisme
Située dans une région viticole, la commune est située le long d'une des routes touristiques du vin de Slovénie. La commune est parcourue également par plusieurs sentiers de pèlerinages. 